# 星の王子さま (漫☆画太郎)
『星の王子さま』（ほしのおうじさま）は、漫☆画太郎による日本の漫画作品。タイトルロゴは『星の★王子様』。『少年ジャンプ+』（集英社）にて、2017年9月25日から2020年3月30日まで連載。原作は「サン☆テグジュペリ」名義。アントワーヌ・ド・サン＝テグジュペリの小説である『星の王子さま』を題材にした作品。

## 概要
漫☆画太郎が20年ぶりに『少年ジャンプ』名義の媒体（『月刊少年ジャンプ』の『地獄甲子園』以来）で連載。12年ぶりに週刊ペースでの連載作品となる（2018年以降は隔週掲載に変更）。単行本1巻までの内容は原典に忠実であるものの、解釈、表現手段の相違により不条理ギャグ漫画へと昇華されている。
単行本第1巻は、作者の作品としては10年ぶりに重版がかかったと2018年5月14日の『少年ジャンプ+』にて告知された。同週では興奮しすぎ、作者体調不良となったことを理由に作品休載も報告された。
なお、2018年3月19日にオナニーのやりすぎによる腱鞘炎を理由に休載告知がされて以降、漫画家・ミウラタダヒロからおっぱいマウスパッド、典雅からTENGAフリップゼロが寄贈されたことが報告されるなど巻末に「読者の皆様へ」とお詫び文の形をとった編集部と画太郎のやりとりが不定期掲載されている（単行本には未収録）。2019年12月23日更新第37話巻末では漫画村塾・吉田☆満陰名義で清野とおると壇蜜の結婚を祝い、TENGAハッピーボックスを贈呈を報告。このTENGAのやりとりが最終回の伏線となっていった。
2018年8月27日には「緊急特番」を掲載。「ババァの等身大フィギュア制作」を目的としたクラウドファンディングプロジェクトが作品内と現実をリンクする形でスタートした。
2019年8月26日更新分第34話で「完」となるが、9月23日更新分[朗報！]で連載打ち切りが撤回され、10月21日更新分より第35話が再開された。2020年3月30日更新分第39話で完結。

## あらすじ
操縦士のパヤオは、砂漠に不時着した飛行機を修理している時に、王子に出会う。王子はパヤオにヒツジの絵を描けと要求した後に、今度はUFOを描いて10秒以内に3D化しないと斧で真っ二つにするという。万事休すの状態で必死に唱えたある呪文を唱えるとメモ帳に描いたUFOが立体化した。王子はパヤオを連れて故郷の星を乗っ取ったババアを退治すべく、宇宙へ旅立つ。

## 登場人物
王子
本作の主人公。ある小惑星からやってきた。その星に生える良い草（バラ）と悪い草（バオバブ）を選別して、悪い草を駆除してバラのみを育てるのが仕事だったが、見かけはバラだが中身はバオバブの新種の草の怪物「ババア」に自身に従わなければ隅々まで張り巡らした根っこで内部から星を粉砕させると恐喝され乗っ取られる。それ以来ババアの全身（特に股間に念入り）に軟膏を塗り続ける地獄の介護の毎日を強いられる。奴隷同然の毎日に限界をきたして、偶然空に手をかざした時に軟膏の糸が宇宙の渡り鳥に引っ付き、そのまま地球に行くこととなった。
斧で敵を切断するのが必殺技。毎日軟膏を塗り続けた影響で手に治癒力を持つようになり、3時間以内なら死者を蘇らせることも可能。
パヤオ
中年の操縦士。原作でいう「私」（ぼく）にあたる。砂漠で不時着した際に王子と出会い、故郷を乗っ取った植物ババアを退治の旅に連れていかれる。アルコール中毒の母がおり（本編では既に故人）、父はそんな妻に愛想を尽かし愛人と逃亡（その際彼に「パパとママどちらについてくるか選べ」と述べ、虐待されると承知で母を見捨てられず選んだ）、兄は刑務所に投獄されているという荒れた家庭に育つ。絵を描くのが好きだが、前述の通りの家庭である為勉強しろと抑圧されて育ってきた。基本的に非常識な登場人物の多い本作の中で数少ないまともなキャラクター。
呪文を唱えることでメモ帳に描いた絵を実体化する能力を持っている。
地理学者
通称「地（ち）ーさん」。探検家の話を聞いて、記録に描きとめるタイプの学者（その為自分の星の歩いて掛かる一周時間すら知らない）。王子に最初に出会って再会するまでの1年間にババアより種を寄生させられ、操られていた。王子に殺され、蘇生した後に仲間になる。黒いローブを羽織っているが、その下はフルチン。
地面にかかと落としをすることで、その星のマグマに作用し、噴火させることができる。
点灯夫
通称「点ちゃん」。ネズミキャラ似の姿をしている。呪文を唱えて手に持つトーチの光で目つぶしをした隙に相手を殴打する。基本的に「ピカ」としか喋らない。呪文の元ネタは80年代後半の子供向けバラエティ番組「パオパオチャンネル」の歌コーナー・ピッカピカ音楽館にて放送されていた歌の曲名。
ビジネスチャン
原作でいう「実業家」（ビジネスマン）にあたる。ババアの種に寄生されたことにより、左手からそろばんの機能を持つ刃を出し、相手の次の動きを珠を弾いて計算する能力「ソロバリン」を備える。ただし、噴火による地震や酔っ払い相手にはその計算能力が誤作動を起こし上手く使えない。裸に股間が申し訳程度に隠れる長さのネクタイを着用。
アル中
原作でいう「呑み助」にあたる。ババアの種に寄生されたことにより、酒を飲むと巨大化して俊敏かつ怪力の怪物になる能力がある。睾丸が大きい。アルコール中毒の影響で失明し盲目ではあるが、異常なほどの聴力を備えている。
うぬぼれ屋
原作でいう「うぬぼれ屋」。他人に褒められることを何よりも望むその通称通りの着飾った帽子と服に満面の笑みのチビ。自分の星に近づいたものは手段を選ばず引き寄せ、自分を賞賛してくれるよう全力で懇願する。所持能力は一瞬でとてつもなく小さくなるのとそこからまた元の大きさに直ぐ戻る力。これにより攻撃を即座に回避して自分を見失わせたり、あまつさえ耳などから相手の体内へ侵入し「ほめて」と叫び続けいやがらせをする。そのまま元の大きさに戻ることで相手の頭部を物理的に破裂させてしまうことも可能。
キツネマン
キツネのコスチュームで身を固めた割れ顎の過激派。原作における「キツネ」。地球で世直しと称してスキャンダルを起こした政治家の自宅を爆破する。王子に日本が近く医療費の医療負担率の低さにより薬漬けにされてゾンビ化した老人達により滅亡すると予言し、パヤオと故郷の星に行くきっかけをつくった。終盤で実は学生運動をしていたパヤオの実兄であることが発覚した。
王様
ライオン姿の宇宙を治める王様。原作における「王様」。特殊能力「ドリウムガス」で眠らせた他者の幸せな夢をエナジー化することができる。ただし幼少期に虐待を受けるなどトラウマを持つものは、自己肯定欲が低く夢を持てないため変換できない。当初は蛇による洗脳により怪物「ババア」配下であったが、やがて王子たちの仲間となる。なおエナジーを欲する「ババア」には根をアナルに突っ込まれ供給していた。ババアには「ワン公」と呼ばれる。
ババア
本作における諸悪の根源。原作における「バラ」にして「バオバブ」。自我のある巨大な植物であり、王子の星に生えた当初は普通の一本のバラのようだったが、成長しきると地球の人間のブサイクな老婆の全裸姿のような大木となる。自身の種を密かに他生物に寄生させることで体と意識を乗っ取り行動させ、星と星を宇宙を越えて移動し繁殖している。王子が星から逃げ出したのち王子の星の養分を全て吸い上げ枯死しかけつつも、次の拠点として地球やその他の星を狙い暗躍していた。最後はパヤオを洗脳し自身を母親として錯覚させパヤオが夢見た息子に優しい母を演じて支配してみせたが、パヤオが現実を受け止め洗脳を破り、王子達によって倒された。

## 書誌情報
- 漫☆画太郎『星の王子さま』集英社〈ジャンプ・コミックス+〉、全6巻
  1. 2018年1月4日発売[7]、ISBN 978-4-08-881331-8
  2. 2018年6月4日発売[8]、ISBN 978-4-08-881397-4
  3. 2018年11月2日発売[9]、ISBN 978-4-08-881632-6
  4. 2019年4月4日発売[10]、ISBN 978-4-08-881823-8
  5. 2019年10月4日発売[11]、ISBN 978-4-08-882086-6
  6. 2020年6月4日発売[12]、ISBN 978-4-08-882297-6